# Капытка
Капытка или копытка (бел. Капытка, пол. Kopytka) — блюдо из картофеля, распространённое в Беларуси, Литве и Польше.

## Состав и приготовление
Происхождение слова относится к общему славянскому корню «копыто» (бел. Капыта, пол. Kopyto) в уменьшительной форме, что бесспорно связано с формой изделия. В Литве аналог блюда называется швильпикай (латыш. Švilpikai — сурки, в переносном смысле «свистуны», из-за характерных звуков, которые издают эти животные на рассвете). Литовские клёцки, изготовленные из сваренного в мундире картофеля, при обжаривании в масле издают свистящие звуки.
Неизменными ингредиентами блюда являются картофель, мука и соль. Часто добавляется яйцо и различные, традиционные для конкретной местности приправы. Картофель (сырой или отваренный до полуготовности) пропускают через тёрку или просто измельчают, добавляют муку и другие составляющие. Массу формуют в виде небольших копытец или просто ромбов. В Польше готовый продукт отваривают в подсолёной воде, в Белоруссии и Литве его сначала запекают в печи (духовом шкафу), а потом недолго тушат или отваривают. Блюдо подают в вегетарианском варианте: с подливой из грибов, томатов, с овощным рагу; со сметаной или в качестве гарнира к мясным блюдам. В Польше распространена подача с жареным беконом или салом.

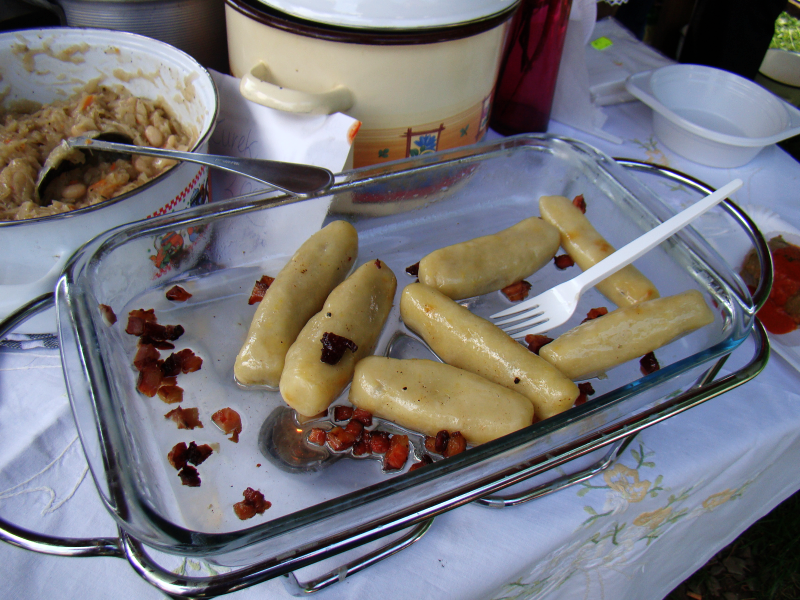
Капытка в жареном беконе (Польша)
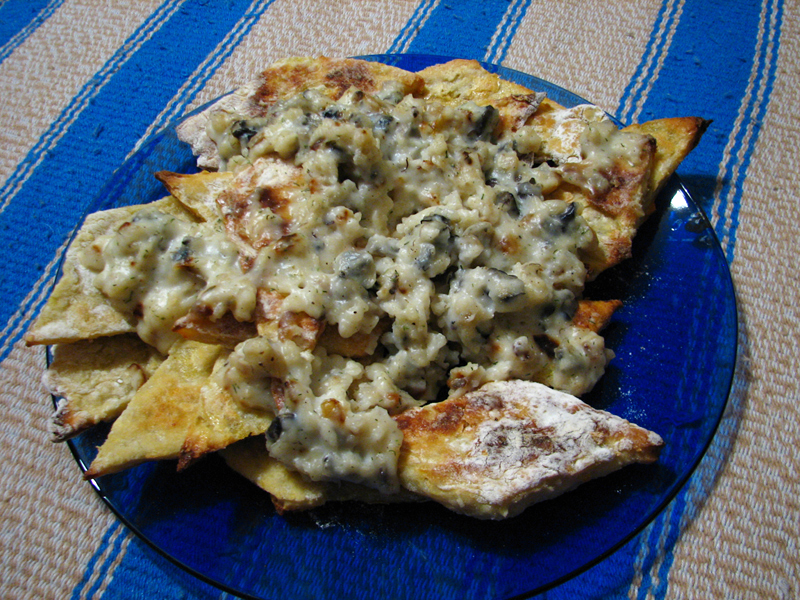
Швильпикай под грибным соусом (Литва)